# Campionati del mondo di ciclismo su pista 2018 - Chilometro a cronometro
Il chilometro a cronometro maschile ai Campionati del mondo di ciclismo su pista 2018 si è svolta il 4 marzo 2018.

## Risultati

### Qualificazioni
I migliori otto tempo si qualificano per la finale.
| Posizione | Atleta              | Nazione       | Tempo    | Gap    | Note |
| --------- | ------------------- | ------------- | -------- | ------ | ---- |
| 1         | Jeffrey Hoogland    | Paesi Bassi   | 59.517   |        | Q    |
| 2         | Matthew Glaetzer    | Australia     | 59.733   | +0.216 | Q    |
| 3         | Theo Bos            | Paesi Bassi   | 59.798   | +0.281 | Q    |
| 4         | Quentin Lafargue    | Francia       | 1:00.403 | +0.886 | Q    |
| 5         | Eric Engler         | Germania      | 1:00.420 | +0.903 | Q    |
| 6         | Fabián Puerta       | Colombia      | 1:00.609 | +1.092 | Q    |
| 7         | Michaël D'Almeida   | Francia       | 1:00.687 | +1.170 | Q    |
| 8         | Sam Ligtlee         | Paesi Bassi   | 1:00.736 | +1.219 | Q    |
| 9         | Callum Skinner      | Regno Unito   | 1:00.778 | +1.261 |      |
| 10        | François Pervis     | Francia       | 1:00.952 | +1.435 |      |
| 11        | Alexandr Vasyukhno  | Russia        | 1:01.206 | +1.689 |      |
| 12        | Joseph Truman       | Regno Unito   | 1:01.464 | +1.947 |      |
| 13        | Dylan Kennett       | Nuova Zelanda | 1:01.474 | +1.957 |      |
| 14        | Robin Wagner        | Rep. Ceca     | 1:01.586 | +2.069 |      |
| 15        | Pavel Kelemen       | Rep. Ceca     | 1:01.723 | +2.206 |      |
| 16        | Stefan Ritter       | Canada        | 1:01.923 | +2.406 |      |
| 17        | Mateusz Lipa        | Polonia       | 1:01.956 | +2.439 |      |
| 18        | José Moreno Sánchez | Spagna        | 1:01.957 | +2.440 |      |
| 19        | Mateusz Rudyk       | Polonia       | 1:02.159 | +2.642 |      |
| 20        | Bradly Knipe        | Nuova Zelanda | 1:02.291 | +2.774 |      |
| 21        | Tomohiro Fukaya     | Giappone      | 1:02.516 | +2.999 |      |
| 22        | Hsiao Shih-hsin     | Taipei cinese | 1:03.007 | +3.490 |      |
| 23        | Jean Spies          | Sudafrica     | 1:04.681 | +5.164 |      |
| -         | Joachim Eilers      | Germania      | DNS      | DNS    | DNS  |

### Finale
La finale si è disputata alle 14:16.
| Posizione | Nome              | Nazione     | Tempo    | Gap    | Note |
| --------- | ----------------- | ----------- | -------- | ------ | ---- |
| 1         | Jeffrey Hoogland  | Paesi Bassi | 59.459   |        |      |
| 2         | Matthew Glaetzer  | Australia   | 59.745   | +0.286 |      |
| 3         | Theo Bos          | Paesi Bassi | 59.955   | +0.496 |      |
| 4         | Quentin Lafargue  | Francia     | 1:00.407 | +0.948 |      |
| 5         | Eric Engler       | Germania    | 1:00.462 | +1.003 |      |
| 6         | Michaël D'Almeida | Francia     | 1:00.518 | +1.059 |      |
| 7         | Fabián Puerta     | Colombia    | 1:00.800 | +1.341 |      |
| 8         | Sam Ligtlee       | Paesi Bassi | 1:01.421 | +1.962 |      |